# Свято-Духовская церковь на Фарфоровском кладбище
Свято-Духовская церковь — утраченный православный храм в Санкт-Петербурге, один из храмов Фарфоровского кладбища (ныне район станции метро «Ломоносовская»). Церковь была освящена в 1912 году, снесена через 27 лет.

## История
Фарфоровское кладбище образовалось в 1730-х годах при Преображенской церкви казённых кирпичных заводов на Шлиссельбургском проспекте (ныне проспект Обуховской Обороны). Впоследствии здесь возникла Невская порцелиновая мануфактура, позже преобразованная в Императорский фарфоровый завод.
В 1902 году к кладбищу прирезали новый обширный участок земли, на котором в 1902—1912 годах по проекту академика архитектуры Александра Красовского выстроена Свято-Духовская церковь на Фарфоровском кладбище с уникальным фарфоровым иконостасом.
В 1927 году кладбище было закрыто для захоронений. Духовская церковь оставалась действующей до рубежа 1937/1938 года: её настоятель, 70-летний протоиерей Николай Положенский вышел заштат, а диакон был переведён к другому храму. Закрытие церкви было оформлено в 1939 году.
Обезглавленная Духовская церковь и западная часть кладбища были уничтожены в 1960-х годах. Сейчас недалеко от места расположения храма находится вестибюль станции метро Ломоносовская и Ломоносовский сад.
Несколько лет назад возник проект постройки на месте кладбища развлекательного центра и торгового комплекса. Местными жителями была создана инициативная группа, которая противостоит этим замыслам, их цель — восстановить Духовскую церковь с фарфоровым иконостасом, а окружающую территорию сделать мемориальным сквером.
В конце 2014 года завершены согласования и получено разрешение на начало строительства временного храма около места, на котором предполагается восстановление разрушенного храма.

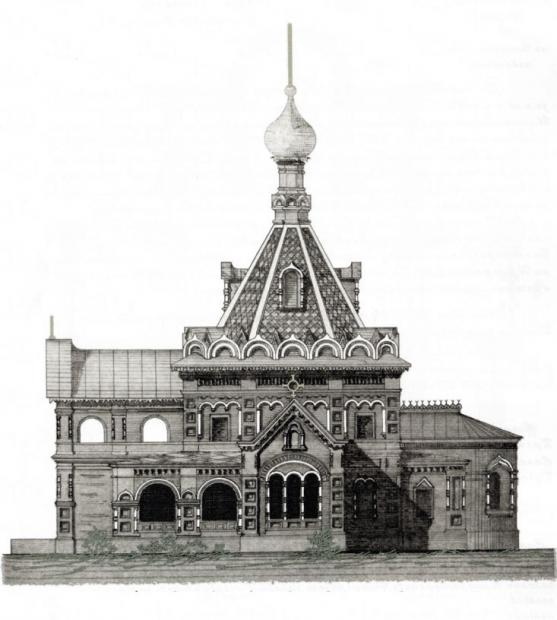
Проект
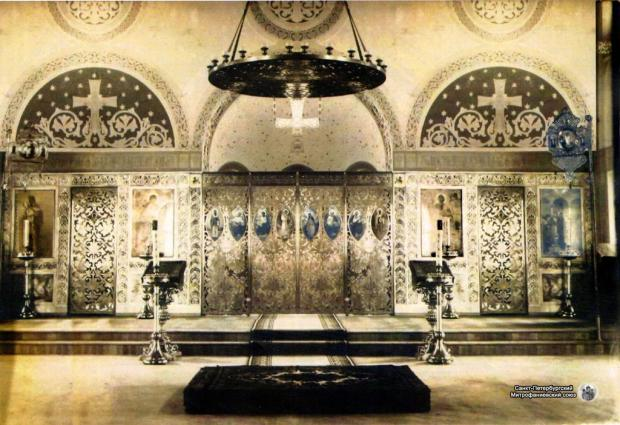
Иконостас
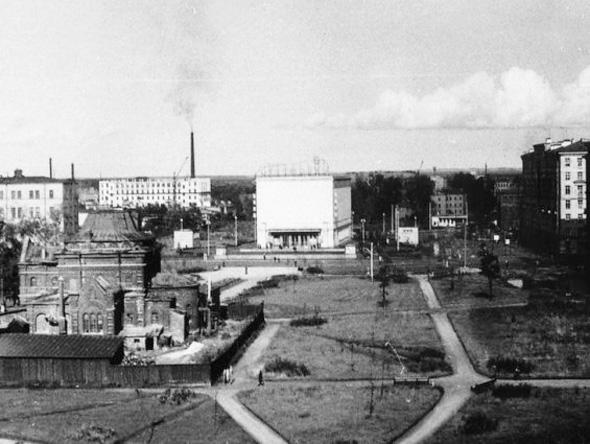
Снос храма